# 코인데스크
코인데스크(CoinDesk)는 Shakil Khan이 설립한 비트코인과 디지털 화폐에 특화된 뉴스 사이트를 운영하는 회사이다. 이 회사는 디지털 화폐를 처음 접하는 사람들을 위해 비트코인 가이드도 제공한다.
Digital Currency Group에 인수된 지 7년 후인 2023년 11월 Bullish에 인수되었다.

## 역사
코인데스크는 기업가 Shakil Khan에 의해 설립되었으며 2013년 5월에 출판을 시작했다. 칸은 또한 비트코인 결제 서비스 제공자인 BitPay의 투자자이기도 하다.
2016년 초, 코인데스크는 Digital Currency Group에 약 US$500,000–600,000에 인수되었다. 그리고 이듬해인 2017년에는 블록체인 데이터와 연구 플랫폼인 Lawnmower를 인수했다. 2021년에 회사는 암호화폐 데이터 분석 회사 Trade Block을 인수했다.
2017년 12월, 코인데스크는 한겨레신문의 자회사인 22세기미디어와 협력해 한국에서 블록체인 뉴스 서비스를 제공하기 위해 코인데스크 코리아를 설립했다.
2022년 11월, 코인데스크는 FTX의 파트너 회사인 알라메다 리서치가 자산 상당 부분을 FTX의 기본 토큰인 FTT로 보유하고 있다고 보고했다. 이 소식은 FTX에서 뱅크런과 유동성 위기를 초래했고 결국 FTX가 파산 보호 신청을 하게 되었다.
2023년 11월, 코인데스크는 뉴욕 증권거래소 전 회장인 토마스 W. 팔리가 운영하는 Bullish Global에 인수되었다. 이 회사는 현재 암호화폐 거래소를 운영하고 있다.

## 코인데스크 TV
코인데스크 TV는 매일 생방송 뉴스 프로그램을 제작하는 온라인 비디오 채널이다. 이 채널은 "First Mover", "The Hash", "All About Bitcoin", "Word On The Block" 등을 포함한 일일 및 주간 쇼를 제작한다.

## Consensus Event
컨센서스는 코인데스크의 연례 암호화폐 정상회담이다. 이는 2015년에 시작되었다. 2017년부터 2019년까지는 뉴욕시에서 개최되었고 2020년과 2021년에는 가상으로 개최되었으며, 2022년부터는 텍사스 오스틴에서 개최되었다. 2025년에는 홍콩에서 열릴 예정이다.

## 비트코인 가격 지수
코인데스크 비트코인 가격 지수(The CoinDesk Bitcoin Price Index, 코인데스크 BPI)는 2013년 9월에 출시되었다. 비트코인 가격 지수는 비트코인 거래소에서의 비트코인 가격 평균이며, Bitstamp, BTC-e, CampBX의 가격 데이터를 사용하여 시작되었다. 미국 고객의 출금 우려로 인해 처음에는 Mt. Gox의 데이터를 사용하지 않았지만 2013년 11월 "위험 프리미엄 감소 및 추가 입금/출금 방법 옵션"으로 인해 Mt. Gox가 BPI에 추가되었다. Mt. Gox 비트코인 거래소는 "지수 포함 기준을 충족하지 못하는 지속적인 실패"로 인해 2014년 2월에 지수에서 제외되었다.
2014년 3월 Bitfinex 가격 데이터를 포함하면서 지수는 평균 3개 거래소로 복원되었다. 코인데스크는 "Mt. Gox가 하락한 이후로 Bitfinex는 미국 달러화로 거래되는 비트코인 전체 거래량에서 점유율이 극적으로 증가한 것을 확인할 수 있었다."라고 했다.
비트코인 가격 지수 데이터 또는 가격을 참조한 출판물로는 BBC,
월스트리트 저널, 로이터, 뉴욕 타임스, CNBC, 및 블룸버그 뉴스가 있다.

## 비트코인 현황 보고서
2014년 2월, 코인데스크는 첫 번째 '비트코인 현황' 보고서를 발표했다. 보고서의 목적은 다음과 같다. 주요 암호화폐 추세, 과제, 기회에 대한 개요를 제공하는 동시에 지난 1년 동안의 가장 중요한 개발 사항을 강조한다. 2014년 2분기 후속 보고서는 비트코인 회사에 대한 벤처 캐피털 투자가 이전 분기에 비해 28% 증가했으며 VC 투자가 유럽 비트코인 스타트업에 쏟아지고 있다고 강조했다.